# Caféiculture à La Réunion
Pour un article plus général, voir Caféiculture.

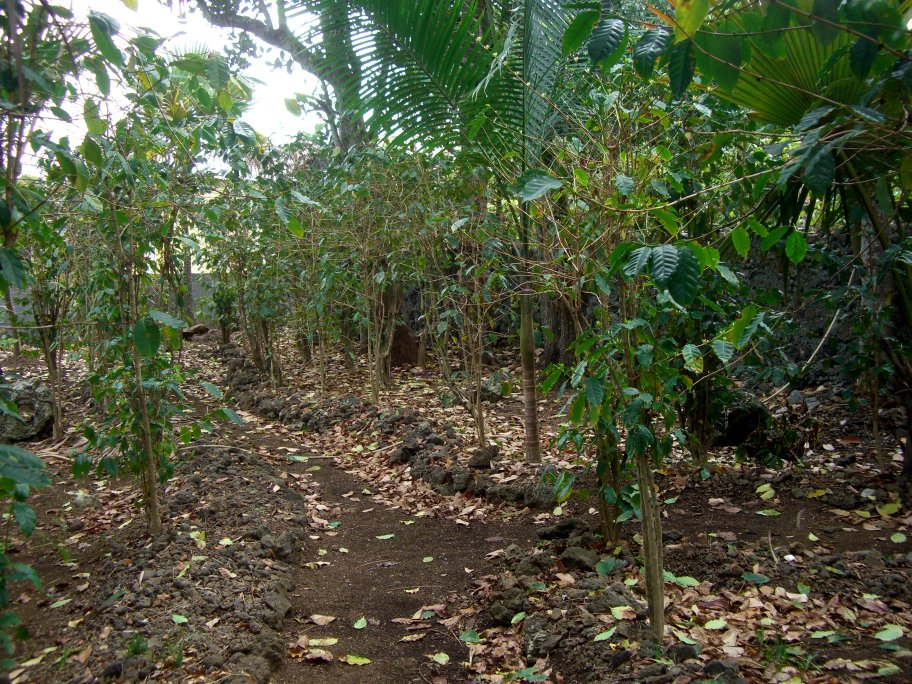
Ancienne plantation de café à Ravine des Cabris.

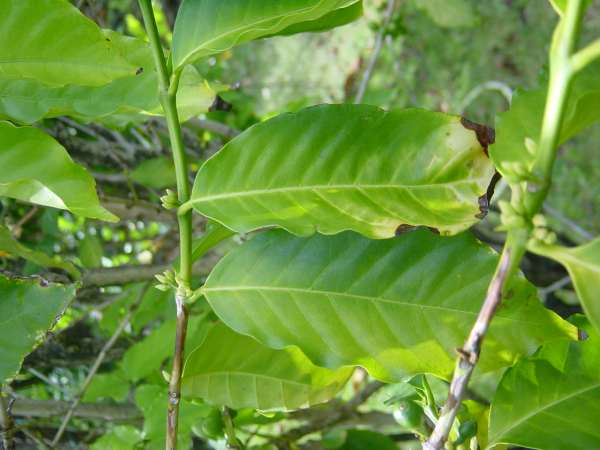
Feuilles du café Bourbon, originaire de La Réunion.

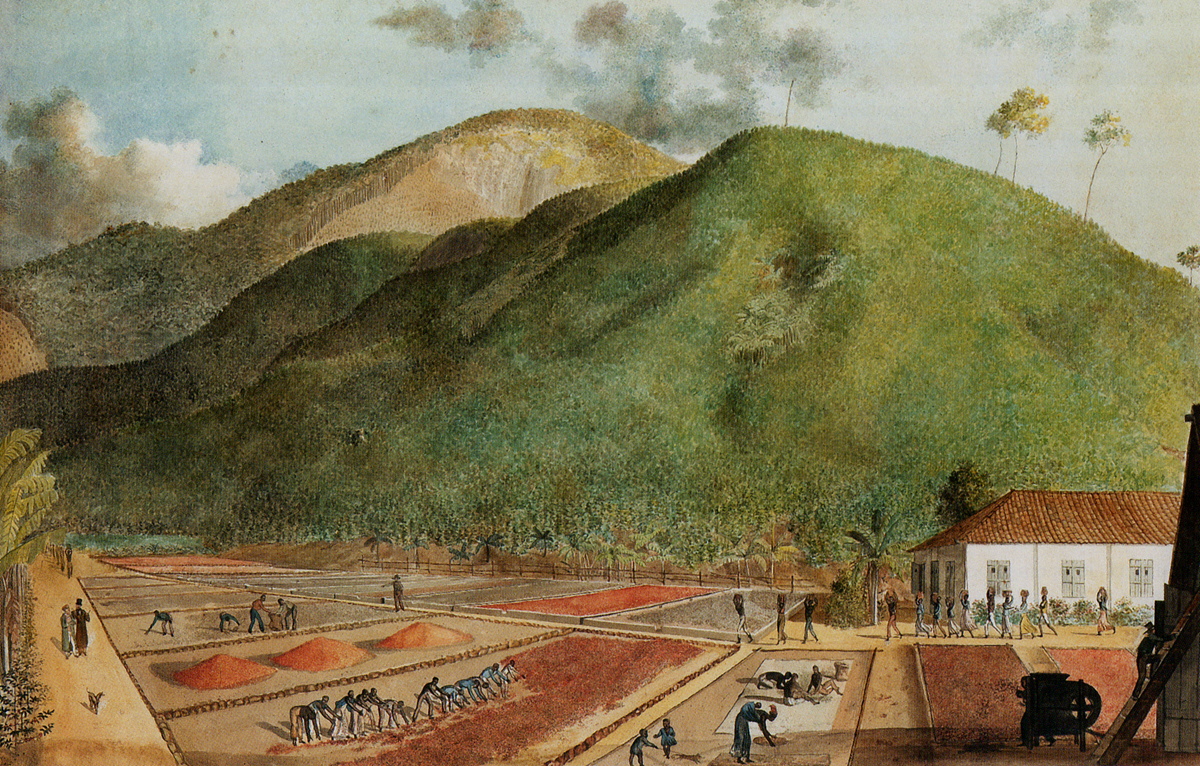
Esclaves au travail dans une plantation de café à l'île Bourbon. Aquarelle de Jean-Joseph Patu de Rosemont, c.1800.

La culture du café est une activité agricole traditionnelle de l'île de La Réunion, département d'outre-mer français dans le sud-ouest de l'océan Indien. Aujourd'hui réduite à la part congrue, elle était florissante à l'époque où l'île s'appelait encore Bourbon, d'où le nom de café Bourbon que l'on donne souvent à ses différents produits, qu'il s'agisse de ceux provenant du caféier d'Arabie importé au début du XVIIIe siècle, de ceux qui sont issus du café marron découvert dans les forêts de l'île à la même époque ou des mutations ultérieures comme le Bourbon pointu.

## Histoire
Le café Bourbon fut produit pour la première fois au début du XVIIIe siècle à La Réunion, une île de l'océan Indien qui était connue sous le nom d'île Bourbon avant 1789. Plus tard, il fut amené par les Français sur le continent africain et en Amérique latine, ce qui lui a permis de devenir l'un des deux arabicas les plus cultivés au monde, l'autre étant le café Typica.
La variété fut notamment consommée par Honoré de Balzac. C'est ainsi que dans Ursule Mirouët un personnage sert du café Moka « mélangé de café Bourbon et de café Martinique brûlé, moulu, fait par lui-même dans une cafetière d'argent, dite à la Chaptal ».

## Production
Le café Bourbon est généralement cultivé entre 800 et 1 200 mètres d'altitude. Il permet une récolte de 20 à 30 % supérieure à celle obtenue à partir du Typica, mais la qualité du produit final est similaire.

## Variétés dérivées
Le Skybury australien est lui-même une variété du café Bourbon, tout comme le Bourbon pointu, désormais le café le plus cher au monde. C'est également le cas du Mundo novo, un cultivar robuste et productif obtenu par croisement avec une variété de Sumatra.